# Bełżec
Bełżec [ˈbɛwʒɛts], jiddisch Belzhetz, ist ein Dorf im Powiat Tomaszowski in der Woiwodschaft Lublin in Polen. Es ist Sitz der gleichnamigen Landgemeinde.

## Geographie
Bełżec liegt ca. 113 km südöstlich von Lublin und ca. 7 Kilometer südlich von Tomaszów Lubelski nahe der Grenze zur Ukraine.
Durch Bełżec verlaufen die Bahnlinie Chełm–Lwiw und die Droga krajowa 17.

## Geschichte

### Bis 1939

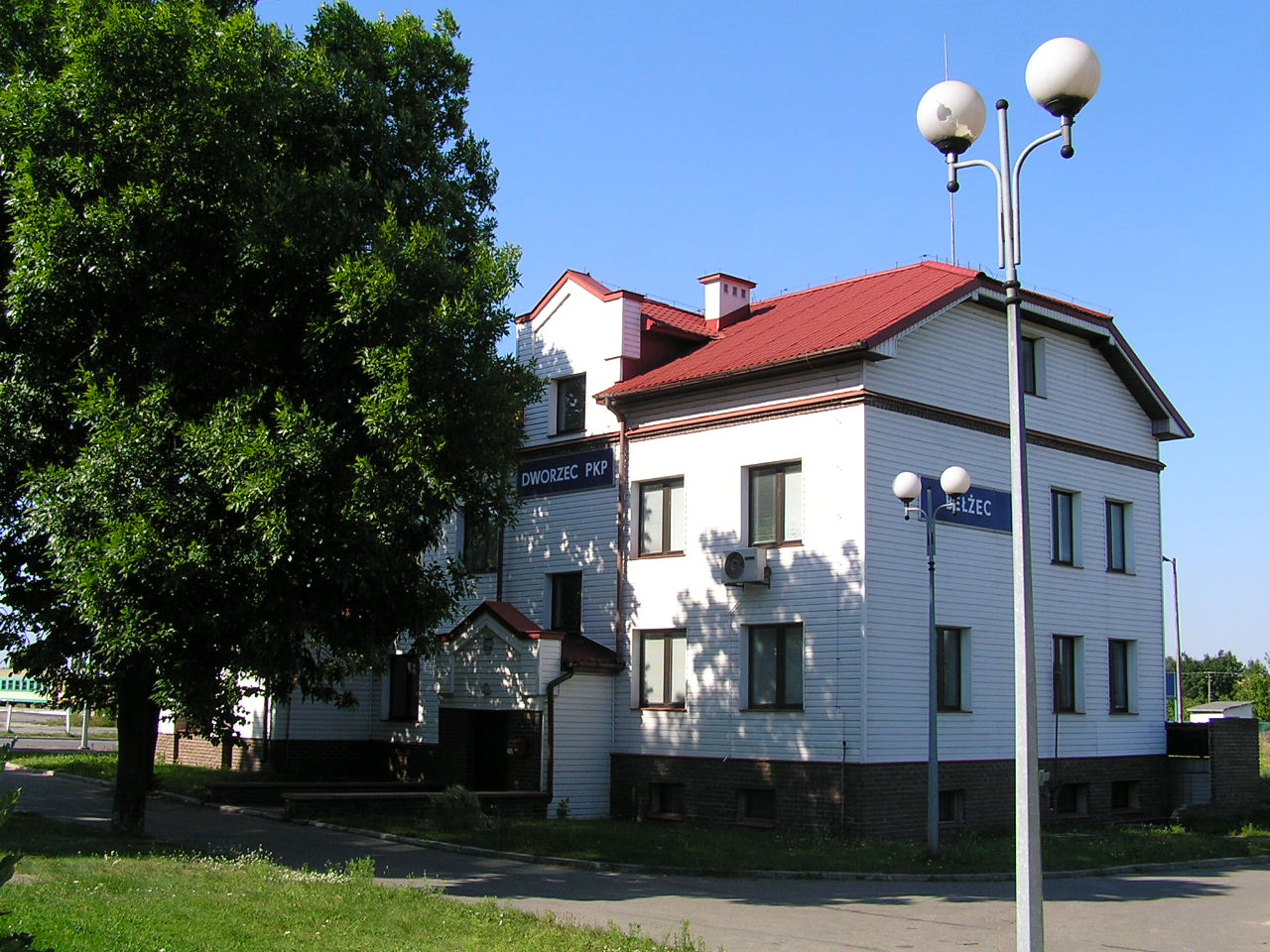
Bahnhof von Bełżec

1607 erhielt Bełżec die Stadtrechte nach Magdeburger Recht. 1648 erreichten Truppen unter Bohdan Chmelnyzkyj die Stadt. 1772 bei der ersten Teilung Polens kam der Ort zu Galizien. Nach dem Wiener Kongress 1815 wurde Bełżec Teil des Königreich Polen. 1858 wird das erste Mal eine Schule in Bełżec erwähnt. 1884 wurde die Bahnlinie durch den Ort gebaut. Von 1921 bis 1939 gehörte der Ort zur Woiwodschaft Lwów.

### 1939 bis 1944
Nach der deutschen Besetzung kam Bełżec zum Generalgouvernement, Kreishauptmannschaft Zamość im Distrikt Lublin. Der Ort hatte 1943 4.622 Einwohner; davon entfielen auf das Dorf Bełżec 4.260 und auf das Dorf Brzeziny 362 Einwohner.
Während der deutschen militärischen Besetzung Polens von 1939 bis 1945 befand sich dort das deutsche Vernichtungslager Belzec, in dem zwischen 1942 und 1943 circa 434.000 Menschen ermordet wurden.
Im Sommer 1944 erreichten sowjetische Truppen Bełżec, im September 1944 fanden die ersten Gemeinderatswahlen nach dem Krieg statt.

### 1944 bis heute
Nach dem Krieg kam der Ort zur Woiwodschaft Lublin. Bis 1972 war Bełżec der Sitz einer Gemeinde wurde dann Teil der Gemeinde Tomaszów Lubelski und erhielt 1992 den Gemeindesitz zurück.
Von 1975 bis 1998 gehörte das Dorf zur Woiwodschaft Zamość.

## Museen und Sehenswürdigkeiten
- Museum Gedenkstätte in Belzec
- Griechische Orthodoxe und katholische Kirche von 1756
- Pfarrkirche „Zu unserer Lieben Frau“

## Gmina Bełżec
Die Landgemeinde (gmina wiejska) Bełżec hat eine Flächenausdehnung von 28,66 km². 56 % des Gemeindegebiets werden landwirtschaftlich genutzt, 34 % sind mit Wald bedeckt. Bełżec hat die drei Schulzenämter: Bełżec I, II und III.